# 살롱 드 메
살롱 드 메(Salon de Mai), 또는 5월의 전람회는 1945년에 비평가인 가스통 디르의 주장에 따라 파리에서 창설된 초대제(招待制)의 전람회이며 매년 5월에 개최된 데서 이 명칭이 생겼다. 이것은 1941년 5월에 독일군 점령하에 있었던 파리에서 개최된 '프랑스 전통 청년화가 미술전'의 레지스탕스 정신의 오의(奧義)를 계승하였고 바젠, 에스테브, 마네시에, 상지에 등 비구상계(非具象系) 화가들이 중심이 되었지만 미노, 로르주 뷔페 등 옴 테모앙(시대의 증인)계 그룹의 구상화가까지도 거부하지는 않았다. 이 점에서 1946년에 설립된 레알리테 느베르(新現實展)는 아르퉁, 폴리아코프, 바자렐리 등을 포용하여 순수 추상으로 향한 것과는 성격을 달리한다. 그러나 1947년 이후는 레알리테느베르계(系)의 화가까지도 흡수하여 전후(戰後)에 먼저 일어난 추상과 구상의 대립을 초월해서 추상이 우위를 차지하게 된 원동력이 되었다.